# Єгоров Михайло Онисимович
Михайло Онисимович Єгоров (13 січня 1905 — 27 січня 1945, м. Кебен, Третій Рейх) — командир взводу 340-го гвардійського стрілецького полку, Герой Радянського Союзу.

## Біографія
Михайло Онисимович Єгоров народився 13 січня 1905 року в с. Ново-Михайлівка Белебеївського повіту Уфимської губернії.
Освіта неповна середня. До призову в армію працював у колгоспі, потім другим секретарем Шаранського РК КПРС. Член КПРС з 1938 року. У Радянську армію призваний Шаранським райвійськкоматом у квітні 1943 року.
У 1944 році закінчив курси молодших лейтенантів і в липні потрапив на фронт.
Загинув 27 січня 1945 р. у бою при форсуванні річки Одер у районі населеного пункту Кебен, похований у селі Хобеня (Польща).
Указом Президії Верховної Ради СРСР від 10 квітня 1945 року за вміле командування взводом, зразкове виконання бойових завдань командування і проявлені при цьому геройство і мужність гвардії старшому лейтенанту Михайлу Єгорову Онисимовичу посмертно присвоєно звання Героя Радянського Союзу.

## Подвиг
Командир взводу 340-го гвардійського стрілецького полку (121-а гвардійська стрілецька дивізія, 13-а армія, 1-й Український фронт) гвардії старший лейтенант М.О. Єгоров брав участь у форсуванні р. Одер в районі населеного пункту Кебен. 26-27 січня 1945 р., надихаючи особистим прикладом своїх бійців, він одним з перших переправився через річку. Взвод захопив плацдарм на її лівому березі і, утримуючи його, сприяв успішній переправі інших підрозділів. Відбиваючи атаки противника, взвод знищив понад 30 гітлерівців. М.О. Єгоров особисто знищив 5 солдатів і 1 офіцера противника. Гітлерівці, прагнучи затримати стрімкий натиск радянських підрозділів, кілька разів переходили в контратаки.

## Нагороди
- Медаль «Золота Зірка» Героя Радянського Союзу (10.04.1945)[2][3].
- Орден Леніна.
- Орден Червоної Зірки (1944).